# Un chant de pierre
 (février 2015).
Si vous disposez d'ouvrages ou d'articles de référence ou si vous connaissez des sites web de qualité traitant du thème abordé ici, merci de compléter l'article en donnant les références utiles à sa vérifiabilité et en les liant à la section « Notes et références ».
Un chant de pierre (titre original en anglais : A Song of stone) est un roman de l'écrivain écossais Iain Banks paru en 1997 paru en français aux éditions L'Œil d'or en mars 2016.

## Résumé
Un pays sans nom dévasté par la guerre, un château dont les nobles occupants, Abel et Morgan, frère et sœur au passé équivoque, ont opté pour l'exil : c'est compter sans le hasard qui leur fait croiser la route du Lieutenant et de sa bande d'irréguliers, qui cherchent un lieu où reprendre souffle, et d'où poursuivre la guerre. Les deux châtelains doivent accompagner les irréguliers au château, déjà livré au pillage.
Très vite, une relation étrange se noue entre Abel (le narrateur), Morgan (à laquelle la narration s'adresse constamment) et le Lieutenant, femme à la fois rugueuse et féline. Aucun de ces trois personnages ne survivra à cette mauvaise rencontre où les malentendus, la jalousie - et autres défauts humains - s'allient à la violence de ces temps de guerre pour transformer chaque journée, chaque décision, en jeu de massacre. À Abel, Banks prête un style narratif qui combine poésie froide, sombrement ironique, et descriptions sèchement sensuelles des combats. L'odeur, les sons, les couleurs jouent un rôle de premier plan dans ce roman, qui rappelle, par sa sévérité, son ambiance presque slave, les Chroniques orsiniennes d'Ursula K. Le Guin. 
L'écriture, avec son usage discret, infiniment précis du Scots de Fife (le comté natal de Banks), est un des autres charmes de ce texte unique dans la production de Banks. 